# Лозове (Роздільнянський район)
Лозове́ (у минулому — Лезове (до 16 травня 1964 р.), хутір Лозовий, Лозова, Лозов, Лозінга) — село в Україні, у Роздільнянській міській громаді Роздільнянського району Одеської області. Населення становить 12 осіб. Відноситься до Кошарського старостинського округу.

## Історія

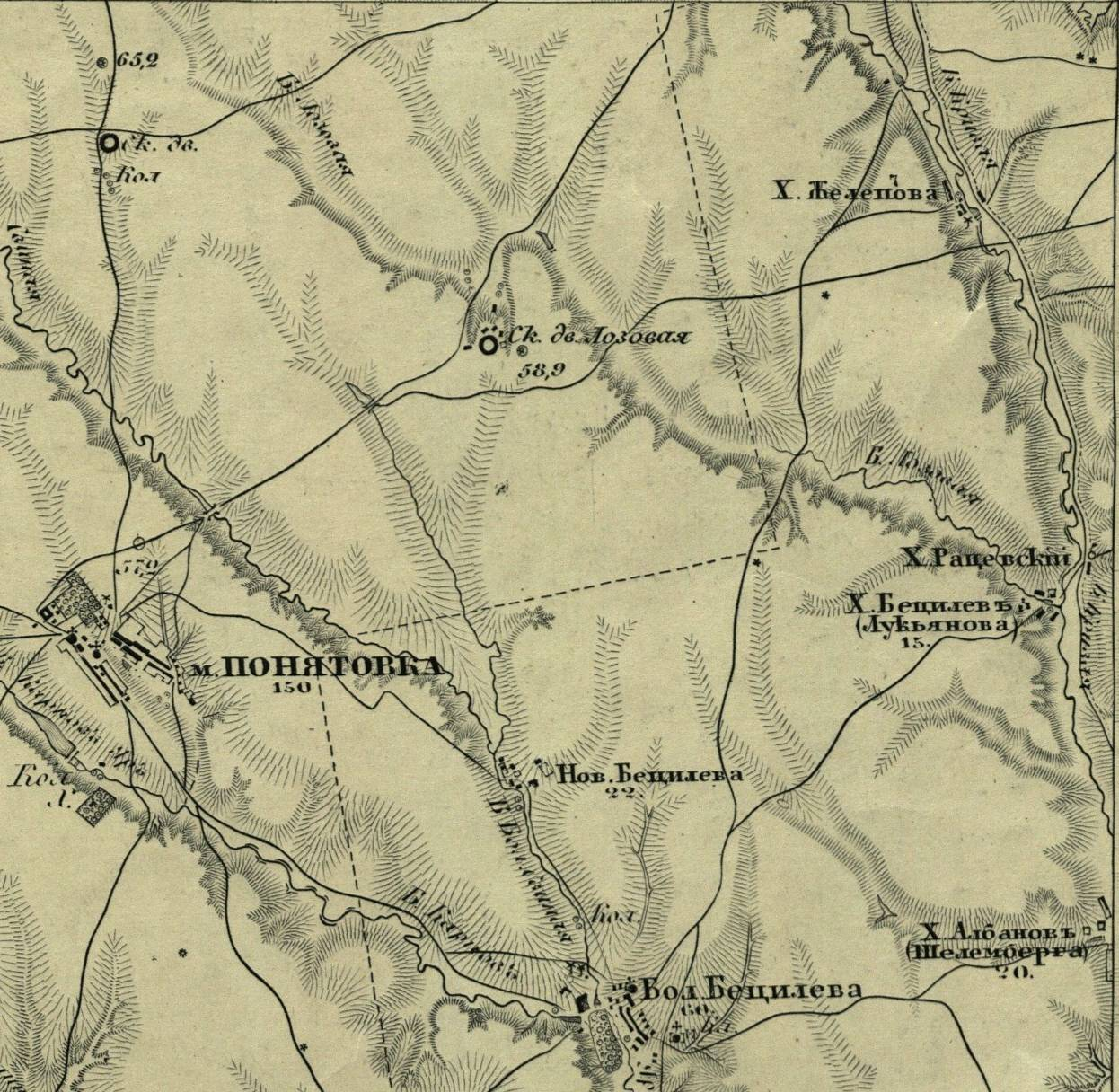
Лозове на карті 1863 р. як присілок Лозова

У 1887 році на хуторі Лозов Понятівської волості Тираспольського повіту Херсонської губернії мешкало 154 чоловіків та 157 жінок.
Станом на 20 серпня 1892 року при хуторі Лозов 2-го стану були польові землеволодіння (2466 десятин, 1468 сажнів) Келлера Яківа Карл-Фрідріховича та Келлера Фрідріха Карл-Фрідріховича (поселенці с. Гільдендорф Одеського повіту).
У 1896 році на хуторі Лозовому Понятівської волості Тираспольського повіту Херсонської губернії, був 21 двір, у яких мешкало 93 людини (45 чоловік і 48 жінок). В населеному пункті був винний погріб.
На 1 січня 1906 року на хуторі Лозова(ий) Понятівської волості Тираспольського повіту Херсонської губернії, який розташований на балці Лозовій, були десятинники при економії К. й спадкоємця С. Атанасіу; проживали малороси й німці; існували колодязі; 16 дворів, в яких мешкала 101 людина (50 чоловіків і 51 жінка).
В 1916 році в селищі Лозова Понятівської волості Тираспольського повіту Херсонської губернії, мешкало 130 людей (61 чоловік і 69 жінок).
Станом на 28 серпня 1920 р. в селищі Лозова Понятівської волості Тираспольського повіту Одеської губернії, було 35 домогосподарств. Для 32 домогосподарів рідною мовою була українська, 2 — німецька, 1 — болгарська. В селищі 181 людина наявного населення (88 чоловіків і 93 жінок). Родина домогосподаря: 87 чоловіків та 93 жінок (1 мешканець). Тимчасово відсутні: солдати Червоної Армії — 5 чоловіків, на заробітках — 1 чоловік.
Під час Голодомору в Україні 1932—1933 років в селі загинуло 2 людини:
- Шмаутц Марія
- Шмаутц (дитина Шмаутц Марії)[9].

Станом на 1 вересня 1946 року хутір Лезовий входив до складу Понятовської сільської ради.
Виконавчий комітет Одеської обласної Ради народних депутатів рішенням від 22 травня 1989 року вніс в адміністративно-територіальний устрій Роздільнянського району зміни утворивши Кошарську сільраду з центром в селі Кошари і сільській раді підпорядкував село Лозове Понятівської сільради.
У результаті адміністративно-територіальної реформи село ввійшло до складу Роздільнянської міської територіальної громади та після місцевих виборів у жовтні 2020 року було підпорядковане Роздільнянській міській раді. До того село входило до складу ліквідованої Кошарської сільради.

## Населення
Згідно з переписом УРСР 1989 року чисельність наявного населення села становила 183 особи, з яких 85 чоловіків та 98 жінок.
За переписом населення України 2001 року в селі мешкало 39 осіб.

### Мова
Розподіл населення за рідною мовою за даними перепису 2001 року:
| Мова       | Відсоток |
| ---------- | -------- |
| українська | 82,05 %  |
| російська  | 12,82 %  |
| молдовська | 5,13 %   |